# Androp (アルバム)
『androp』（アンドロップ）は、andropの通算7枚目のアルバム。2015年8月5日にワーナーミュージック・ジャパンから発売された。

## 概要
前作『period』から約1年5ヶ月ぶりのフルアルバムである。今作のアートワークは、andropの作品でミュージック・ジャケット大賞などの賞を受賞した田中勤郎と、これまでandropの撮影をしてきた太田好治が手がけた。また、今作リリースを記念して、2015年6月5日に情報番組『スッキリ!!』で、収録曲『Yeah! Yeah! Yeah!』を生演奏した。

今作は、初回限定盤と通常盤の2形態で発売され、初回限定盤にはCD収録曲のスタジオライブの映像を収めたDVDが付属し、特殊パッケージ仕様となる。
本作リリース後にツアー（one-man live tour "androp"）を開催し、全国7ヶ所で10公演を行った。

### チャート成績
オリコンでは週間8位を記録し初のオリコンTOP10入りを達成。andropがリリースしたアルバムの中では最高位となっている（2019年5月現在）。

## タイトル・制作
andropの1枚目のアルバム名から順に頭文字を取っていくと「androp」になり、今回はセルフタイトルとなっているが、内澤はアルバム『anew』（2009年リリース）の頃から、「androp」の「p」の次のアルバムタイトルを『androp』にすることを決めていたという。その構想時には『androp』というベスト盤を出したいと思っていたが、最終的にはオリジナルアルバムとしての『androp』をリリースするに至った。その理由について内澤は「今のandropを知ってもらうために、ベストを超える曲を作りたくなった」とし、「そのほうがタイトルに意味を持たせられて、自分たちをちゃんと表現できる」と語っている。また、2014年3月23日に国立代々木競技場・第一体育館で開催したバンド初のアリーナ単独公演を経て、「ここからスタートする。自由になるぞ」という気持ちにもなったといい、以前は「"こういうのもできます"みたいな見せ方」も意識しつつ制作していたが、今回は自分たちから出てきたものをそのまま楽曲にするスタイルで制作を進めたという。

## 収録曲
1. Yeah! Yeah! Yeah!
三ツ矢サイダーCMソング。本作リリースに先駆け、2015年6月3日にiTunesなどでの配信がスタートした[3]。
2. From here
3. Shout
5thシングル。TBS系ドラマ「家族狩り」主題歌。
4. Answer
6thシングル「Ghost」のカップリング。
5. Paranoid
6. Star
7. Dreamer
ミュージックビデオが制作された。監督は番場秀一で、MVの一部シーンがソニーの「サイバーショット」シリーズのカメラ「RX100 IV」「RX10 II」で撮影されている[4]。
8. Alternative Summer
5thシングル「Shout」のカップリング。
9. Letter
10. Corna
11. Ghost
6thシングル。フジテレビ系ドラマ「ゴーストライター」主題歌。
12. Run
5thシングル「Shout」のカップリング。J-WAVE FOOTBALL FEVER 2014 キャンペーンソング。
13. Songs
14. You Make Me
映画「アップルシード アルファ」挿入歌。

### 初回限定盤DVD
1. From here (studio live)
2. Paranoid (studio live)
3. Letter (studio live)
4. Yeah! Yeah! Yeah! (studio live)